# Euchaetes mitis
Euchaetes mitis là một loài bướm đêm thuộc phân họ Arctiinae, họ Erebidae.